# Catriona Matthew
Catriona Isobel Matthew MBE (n. 25 de agosto de 1969 como Catriona Isobel Lambert) es una golfista profesional escocesa que juega principalmente en el LPGA Tour y es también miembro del Ladies European Tour.
En su juventud, ganó tres veces el Abierto Escocés Amateur, además del Abierto Británico Amateur de 1993. Además, integró la selección británica en tres ediciones de la Copa Curtis. En 1992 se graduó de contadora en la Universidad de Stirling. En 1995 debutó en el LPGA Tour y el Ladies European Tour.
En torneos mayores, Matthew triunfó en el Abierto Británico de 2009, fue segunda en el Campeonato Kraft Nabisco de 2007 y el Campeonato de la LPGA de 2013 y tercera en el Abierto Británico de 2001, consiguiendo un total de nueve top 5 y 17 top 10.
La escocesa logró otras tres victorias en el LPGA Tour: el Abierto de Hawái de 2001, el Wendy's Championship for Children de 2004, y el Lorena Ochoa Invitational de 2011. Resultó décima en la lista de ganancias de las temporadas 2001 y 2005, 15.ª en 2002 y 16.ª en 2011.
En tanto, logró otras cinco victorias en el circuito europeo y una en el Abierto de Australia de 1996. En 2009 ganó la Copa Brasil estando embarazada de cinco meses.
Matthew integró la selección europea de la Copa Solheim en ocho ediciones, logrando 19 puntos en 33 partidos. También disputó la Copa Lexus de 2005 y 2007 con la selección internacional.
La golfista fue nombrada miembro de la Orden del Imperio Británico en 2010.

## Torneos mayores (1)
- Abierto Británico: 2009.